# Ochodontia adustaria
Ochodontia adustaria là một loài bướm đêm trong họ Geometridae.